# برزنجه
بَرزنجه یکی از شهرهای کردستان عراق واقع در استان سلیمانیه است.
برزنجه در منطقه تاریخی شهر زور واقع شده و زادگاه سید عبدالکریم برزنجه‌ای فرزند و جانشین  سید عیسی برزنجی و دیگر نیاکان سادات برزنجی است.
خاندان برزنجه (برزنجی، برزنجه ای)، یکی از خاندان‌های برجسته و مشهور کردستان است که از قدیم‌الایام در میان کردان کردستان ایران و عراق، از وجهه و اعتباری بسزا برخوردارند و از این سلسله، همواره شخصیت‌های نام‌آوری برخاسته‌اند.